# Bernedo
Bernedo est une commune d'Alava située dans la communauté autonome du Pays basque en Espagne. Le code de l'organisme singulier de population est de 3 et le code municipal est 016.

## Hameaux
La commune comprend les hameaux suivants :
- Angostina, concejo, 28 habitants ;
- Arluzea, concejo, 29 habitants ;
- Bernedo, concejo, chef-lieu de la commune, 176 habitants ;
- Markinez, concejo, 69 habitants ;
- Navarrete, concejo, 35 habitants ;
- Okina, concejo, 22 habitants ;
- Quintana, concejo, 28 habitants ;
- San Román de Campezo (Durruma Kanpezu en basque), concejo, 28 habitants ;
- Urarte, concejo, 33 habitants ;
- Urturi, concejo, 82 habitants ;
- Villafría, concejo, 30 habitants.

Berrozi et Izartza (deux habitants) sont des hameaux non répertoriés.